# Meiacanthus urostigma
Meiacanthus urostigma es una especie de pez de la familia Blenniidae en el orden de los Perciformes.

## Reproducción
Es ovíparo.

## Hábitat
Es un pez de mar y de clima tropical  que vive entre 7-13 m de profundidad.

## Distribución geográfica
Se encuentra al este del Índico: 9 ° 24'56 "N, 97 · 52'40" E.